# Analogia (zespół muzyczny)
Analogia – polski zespół hiphopowy z Trójmiasta, założony w 1998 roku. W skład zespołu weszli RDW, Benio i Kaszalot. Na przełomie lat 1999 i 2000 grupa nagrała demo To co w nas drzemie. Płyta zawierająca 9 utworów, znalazła się na pierwszym miejscu listy przebojów Radiostacji. Jeden z utworów znalazł się na kompilacji Szkoła życia, a RDW wystąpił gościnnie na płytach artystów takich jak WWO, Zipera, Peja, Eldo, Ski Skład, PDG Kartel, DJ Decks. Latem 2004 roku wytwórnia Wielkie Joł wydała płytę zespołu Esensja Czysta.
Od 2005 roku brak jest doniesień o działalności zespołu.

## Dyskografia
Albumy
| Tytuł               | Dane dot. albumu                                    |
| ------------------- | --------------------------------------------------- |
| To co w nas drzemie | - Data: 2000 - Wydawca: brak (nielegal)             |
| Od siebie           | - Data: 2001 - Wydawca: brak (nielegal)             |
| Esensja czysta      | - Data: 21 października 2004 - Wydawca: Wielkie Joł |